# Dansk Epilepsiforening
Dansk Epilepsiforening blev oprettet i 1962 og arbejder for mennesker ramt af epilepsi og deres pårørende. Foreningen har ca 6.000 medlemmer.
Foreningen arbejder for, at mennesker med epilepsi får de bedst muligheder i hverdagen og ikke begænses af deres sygdom. Dette sker gennem politisk arbejde, informationsaktiviteter, rådgivning, forskning, sociale netværk og sociale aktiviteter, kurser mm.
Foreningen er medlem af Danske Handicaporganisationer og Danske Patienter. På internationale plan er foreningen medlem af International Bureau for Epilepsi.
Foreningens protektor har siden 2013 været H.K.H. Prinsesse Marie. Foreningens formand er Lone Nørager Kristensen og foreningens direktør er René Bøgh-Larsen.
Foreningen har 12 lokalkredse, der dækker hele landet og har hovedsæde i Odense.